# IC 4240
IC 4240 је лентикуларна галаксија у сазвјежђу Ловачки пси која се налази на листи објеката дубоког неба у Индекс каталогу.
Деклинација објекта је + 30° 58' 40" а ректасцензија 13h 24m 27,5s. Привидна величина (магнитуда) објекта IC 4240 износи 15,5 а фотографска магнитуда 16,5.